# Đường tỉnh 110
Đường tỉnh 110 hay tỉnh lộ 110, viết tắt ĐT.110 hay TL.110, là đường tỉnh ở huyện Mai Sơn tỉnh Sơn La.

## Lộ trình
Đường tỉnh 110 bắt đầu từ thị trấn Hát Lót ở ngã ba Km 274 quốc lộ 6 huyện Mai Sơn.
Theo các bản đồ , "Danh mục địa danh Sơn La", và cả Google Maps, thì đường tỉnh 110 đi về hướng đông bắc, qua xã Nà Bó và Tà Hộc, tới điểm cuối là cảng Tà Hộc trên sông Đà. 21°16′45″B 104°13′24″Đ / 21,27917°B 104,22333°Đ
Thông tin này phù hợp với tên đường sử dụng tại địa phương khi mời thầu sửa chữa năm 2016.
Nguồn Wikimapia thì đưa ra từ xã Nà Bó đường chuyển hướng tây bắc tới điểm cuối là xã Mường Bú huyện Mường La và dài 84 km. Thông tin này không phù hợp với tên đường sử dụng tại địa phương.